# Đông Bắc Anh
Đông Bắc Anh (tiếng Anh: North East England) là một trong chín vùng chính thức cấp một của Anh nhằm mục đích thống kê. Vùng gồm có Northumberland, hạt Durham, Tyne and Wear, và khu vực hạt cũ Cleveland tại North Yorkshire. Vùng có ba khu thành thị lớn: Teesside, Wearside và Tyneside, Tyneside là khu thành thị đông dân thứ tám tại Anh Quốc.
Vùng có ba thành phố: Newcastle upon Tyne là thành phố lớn nhất của vùng với dân số dưới 280.000, tiếp đến là Sunderland, hai thành phố đều thuộc hạt vùng đô thị Tyne and Wear. Thành phố Durham là thủ phủ của hạt Durham. Các khu dân cư lớn khác trong vùng là Darlington; Gateshead; Hartlepool; Middlesbrough; South Shields; Stockton-on-Tees và Washington. Theo cách nói chung, và về địa lý, nhiều phần phía bắc Yorkshire thường được cho là thuộc đông bắc Anh.
| Bản đồ                           | Hạt nghi lễ                         | Chính quyền nhất thể                                                                 | Huyện vùng đô thị |
| -------------------------------- | ----------------------------------- | ------------------------------------------------------------------------------------ | ----------------- |
|                                  | 1. Northumberland                   |                                                                                      |                   |
| 2. Tyne and Wear hạt vùng đô thị | 2. Tyne and Wear hạt vùng đô thị    | a Newcastle upon Tyne, b Gateshead, c North Tyneside, d South Tyneside, e Sunderland |                   |
| Durham                           | 3. hạt Durham                       | 3. hạt Durham                                                                        |                   |
| Durham                           | 4. Darlington                       |                                                                                      |                   |
| Durham                           | 5. Hartlepool                       |                                                                                      |                   |
| Durham                           | 6. Stockton-on-Tees (bắc sông Tees) |                                                                                      |                   |
| North Yorkshire (một phần)       | 6. Stockton-on-Tees (nam sông Tees) | 6. Stockton-on-Tees (nam sông Tees)                                                  |                   |
| North Yorkshire (một phần)       | 7. Redcar and Cleveland             |                                                                                      |                   |
| North Yorkshire (một phần)       | 8. Middlesbrough                    |                                                                                      |                   |